# Wilhelm Landig
Wilhelm Landig, né le 20 décembre 1909 à Vienne et mort en 1997, est un romancier autrichien. Il a exploré le thème de la science-fiction couplé à la spéculation historique ou histoire contrefactuelle.

## Biographie
Wilhelm Landig a été Waffen-SS. Il a créé un groupe littéraire connu sous le nom de "Groupe Landig" dédié à l'ariosophie, et comptant parmi ses membres Erich Halik (Claude Schweikhart) et Rudolf J. Mund (1920 - 1985). Le groupe autour de Landig a créé un "Néonazisme ésotérique" qui a été continué par une génération plus jeune depuis les années 1980.

## Analyse
Son œuvre mêle uchronie, anticipation, tradition et ésotérisme. Il évoque également le thème des OVNI du IIIe Reich.
Le concept le plus influent qui a été développé par le "Groupe Landig" est le Soleil noir.

## Œuvre

### Combat pour Thulé
Le premier tome commence après la chute du troisième Reich, un dernier carré de nazis se réfugie sur la base allemande 103 située dans le grand nord à l'aide d'appareils à propulsion verticale et y continue sa lutte.

### Le Temps des loups
Dans le tome II, les forces du Reich résiduelles basées sur la base 103 la quittent pour le pôle sud, toujours dans l'intention d'y continuer leur lutte.

### Les Rebelles de Thulé
Le tome III se passe en 1979, des écoliers contestent l'« histoire officielle » telle qu'elle est enseignée, avec l'aide de quelques professeurs rebelles.

## Œuvres
traduit en français
- Combat pour Thulé, éditions Auda Isarn
- Le Temps des loups, éditions Auda Isarn
- Les Rebelles de Thulé, éditions Auda Isarn

en allemand
- Götzen gegen Thule
- Rebellen für Thule
- Das Erbe von Atlantis
- Wolfszeit um Thule